# Thymus oblongifolius
Thymus oblongifolius là một loài thực vật có hoa trong họ Hoa môi. Loài này được Opiz miêu tả khoa học đầu tiên năm 1825.